# Амр ибн Салям
Амр ибн Салям ибн Хусейн аль-Хузаи (араб. عمرو بن سالم الخزاعي‎) — сподвижник пророка Мухаммада, родственник поэта Кусаййира Аззы.

## Биография
В марте 628 года между мусульманами и курайшитами-язычниками был заключён договор в местечке Худайбия близ Мекки. Возвращаясь с Худайбийского договора, Амр подарил пророку Мухаммаду овцу и верблюда и получил его мольбу.
После заключения договора юноша из племени хузаа отрубил голову представителю племени кинан, который пел стихи, высмеивающие пророка Мухаммада. Курайшиты-язычники, которые были в союзнических отношениях с кинанитами, после этого события совершили набег на племя хузаа, которое встало на сторону мусульман, нарушив тем самым Худайбийский мирный договор. После этого Амр ибн Салим прибыл в Медину с делегацией из сорока человек. Он отправился к Мухаммаду и рассказал ему о набеге, которому подверглось его племя. Пророк, который был крайне опечален случившимся, сказал, что поможет им, и начал подготовку к войне, которая привела к завоеванию Мекки в начале 630 года.
Амр, который был скромным и богобоязненным, нёс одно из трёх знамён, подаренных пророком Мухаммадом племени бани Кааб в день завоевания Мекки. В источниках нет сведений о дате его смерти.